# Mesochorus similaris
Mesochorus similaris là một loài tò vò trong họ Ichneumonidae.